# Mrs. Soffel
Mrs. Soffel is een Amerikaanse film uit 1984 geregisseerd door Gillian Armstrong. De productie werd genomineerd voor de Gouden Beer op het Internationaal filmfestival van Berlijn en hoofdrolspeelster Diane Keaton voor een Golden Globe.

## Verhaal
In 1901 is Peter Soffel (Edward Herrmann) de directeur van een gevangenis te Pittsburgh, waar hij samen met zijn vrouw Kate (Diane Keaton) en vier kinderen leeft. Zijn vrouw legt zich toe op de gevangenen en leest de Bijbel voor. Zo leert ze de gebroeders Ed (Mel Gibson) en Jack Biddle (Matthew Modine) kennen, twee overvallers die beschuldigd van moord en ter dood veroordeeld zijn. Ze leert Ed beter kennen en al snel worden ze verliefd. De broers overtuigen haar van hun onschuld en ze helpt hen te ontsnappen uit de gevangenis. Maar de politie zit hen al gauw achterna.

## Rolverdeling
| Acteur          | Personage               |
| --------------- | ----------------------- |
| Mel Gibson      | Ed Biddle               |
| Diane Keaton    | Kate Soffel             |
| Matthew Modine  | Jack Biddle             |
| Edward Herrmann | Warden Peter Soffel     |
| Trini Alvarado  | Irene Soffel            |
| Jennifer Dundas | Margaret Soffel         |
| Danny Corkill   | Eddie Soffel            |
| Harley Cross    | Clarence Soffel         |
| Terry O'Quinn   | Detective Buck McGovern |
| Pippa Pearthree | Maggie                  |